# Rabastens-de-Bigorre
Rabastens-de-Bigorre – miejscowość i gmina we Francji, w regionie Oksytania, w departamencie Pireneje Wysokie.
Według danych na rok 1990 gminę zamieszkiwały 1284 osoby, a gęstość zaludnienia wynosiła 144 osób/km² (wśród 3020 gmin regionu Midi-Pireneje Rabastens-de-Bigorre plasuje się na 273. miejscu pod względem liczby ludności, natomiast pod względem powierzchni na miejscu 1172.).